# Alvise IV Mocenigo
Paolo Renier, född 1701, död 1778, var regerande doge av Venedig 1763-1778. 